# 725-ös busz
A 725-ös jelzésű elővárosi autóbusz Budapest, Kelenföld vasútállomástól indul és oda ér vissza Diósd és Diósdliget érintésével. Csak munkanapokon közlekedik. A viszonylatot a MÁV Személyszállítási Zrt. üzemelteti.

## Története
2017. április 1-jétől a reggeli körnek megfelelően délután is a Szabadság utca felől tárta fel Diósdot. 2019. május 13-ától ismét a Balatoni út felől közlekedik délután. 727-es jelzéssel betétjárata is indult a Felsőgazdag dűlő és a Szent László utca érintése nélkül.

## Megállóhelyei
Az átszállási kapcsolatok között a 727-es busz nincs feltüntetve.
| 0                                   | Budapest, Kelenföld vasútállomás végállomás | 51 | 1, 19, 49 8E, 40, 40B, 40E, 53, 58, 87, 87A, 88, 88A, 101B, 101E, 108E, 141, 150, 150B, 153, 154, 172, 173, 187, 188, 188E, 250, 250B, 251, 251A, 251E, 272 689, 691, 710, 712, 715, 720, 722, 724, 732, 734, 735, 736, 760, 762, 763, 764, 767, 770, 774, 775, 777, 778, 798, 799 S10 G10 S12 S30 Z30 S34 S35 S36 S40 G40 Z40 S42 Z42 G43 G44 IC, EC, EN, sebesvonat, gyorsvonat, expresszvonat, |
| 16                                  | Budapest, Diótörő utca                      | 35 | 710, 712, 720, 722 |
| Budapest–Diósd közigazgatási határa |                                             |    | |
| ∫                                   | Diósd, Törökbálinti elágazás                | 34 | 13, 13A, 88, 113 710, 712, 720, 722 |
| 19                                  | Diósd, Kaktusz utca                         | 32 | 88 |
| 20                                  | Diósd, Felsőgazdag dűlő                     | 31 | |
| 21                                  | Diósd, Szent László utca                    | 30 | |
| 22                                  | Diósd, Búzavirág utca                       | 28 | 13 Orgona utca (Törökbálint): 283 |
| 23                                  | Diósd, Valéria utca                         | 27 | 13 |
| 24                                  | Diósd, Tátika utca                          | 26 | 13 |
| 25                                  | Diósd, Katinka utca                         | 25 | 13 |
| 26                                  | Diósd, Nóra utca                            | 24 | 13 |
| 27                                  | Diósd, Pacsirta utca                        | 23 | 13 |
| 28                                  | Diósd, Petőfi Sándor utca                   | 22 | 13 |
| ∫                                   | Diósd, Homokbánya utca                      | 21 | 13 |
| 30                                  | Diósd, Gyár utca                            | 20 | 13 710, 712, 720, 722 |
| 31                                  | Diósd, Gárdonyi Géza utca                   | 19 | 13 |
| 32                                  | Diósd, Sashegyi út                          | 18 | 13, 13A, 88, 113 710, 712, 715, 720, 722 |
| 33                                  | Diósd, Törökbálinti elágazás                | 17 | 13, 13A, 88, 113 710, 712, 720, 722 |
| Budapest–Diósd közigazgatási határa |                                             |    | |
| 34                                  | Budapest, Diótörő utca                      | 16 | 710, 712, 720, 722 |
| 50                                  | Budapest, Kelenföld vasútállomás végállomás | 0  | 19, 49 8E, 40, 40B, 40E, 53, 58, 87, 87A, 88, 88A, 101B, 101E, 108E, 141, 150, 150B, 153, 154, 172, 173, 187, 188, 188E, 250, 250B, 251, 251A, 251E, 272 689, 691, 710, 712, 715, 720, 722, 724, 732, 734, 735, 736, 760, 762, 763, 764, 767, 770, 774, 775, 777, 778, 798, 799 S10 G10 S12 S30 Z30 S34 S35 S36 S40 G40 Z40 S42 Z42 G43 G44 IC, EC, EN, sebesvonat, gyorsvonat, expresszvonat,    |